# 捷梅爾尼克河
捷梅爾尼克河是俄羅斯的河流，位於羅斯托夫州內，屬於頓河的右支流，河道全長35.5公里，流域面積293平方公里，河水受到嚴重污染，當地政府在2005年開始正視污染問題。